# Challenge Ciclista a Mallorca 2018
La 27.ª edición de la Challenge Ciclista a Mallorca fue una serie de carreras de ciclismo que se celebró en España entre el 25 y el 28 de enero de 2018 sobre un recorrido total de 643,2 km en la isla baleares de Mallorca. 
Las cuatro carreras formaron parte del UCI Europe Tour 2018, dentro de la categoría UCI 1.1

## Equipos participantes
Tomaron parte en la carrera 18 equipos: 5 de categoría UCI WorldTeam; 8 de categoría Profesional Continental; 4 de categoría Continental; y la selección nacional de España. Los equipos participantes fueron:
| WorldTeams (5)- Movistar Team - Sky - Bora-Hansgrohe - Lotto Soudal - Trek-Segafredo Equipos continentales profesionales (8)- Caja Rural-Seguros RGA - Burgos-BH - Fortuneo-Samsic - Sport Vlaanderen-Baloise - Euskadi Basque Country-Murias - Israel Cycling Academy - Roompot-Nederlandse Loterij - WB-Aqua Protect-Veranclassic Equipos continentales (4)- Biesse Carrera Gavardo - Fundación Euskadi - Pannon - Team Sauerland NRW p/b SKS GERMANY Equipo nacional- España |
| |

## Clasificaciones finales
- Las clasificaciones finalizaron de la siguiente forma:[2]

### Trofeo Porreras-Felanich-Las Salinas-Campos
| \| Clasificación general \| Clasificación general \| Clasificación general \| Clasificación general \| Clasificación general \| \| Ciclista \| Ciclista \| Equipo \| Tiempo \| \| \| --------------------- \| --------------------- \| ---------------------------------- \| --------------------- \| --------------------- \| \| 1.º \| John Degenkolb \| Trek-Segafredo \| 4 h 02 min 18 s \| \| \| 2.º \| Sondre Enger \| Israel Cycling Academy \| + 0 s \| \| \| 3.º \| Jasper De Buyst \| Lotto-Soudal \| + 0 s \| \| \| 4.º \| Kenny Dehaes \| WB-Aqua Protect-Veranclassic \| + 0 s \| \| \| 5.º \| Albert Torres Barceló \| España \| + 0 s \| \| \| 6.º \| Xavier Cañellas \| España \| + 0 s \| \| \| 7.º \| Daniele Bennati \| Movistar Team \| + 0 s \| \| \| 8.º \| Erik Baška \| Bora-Hansgrohe \| + 0 s \| \| \| 9.º \| Leonardo Basso \| Team Sky \| + 0 s \| \| \| 10.º \| Aaron Grosser \| Team Sauerland NRW p/b SKS Germany \| + 0 s \| \| |                       |                                    |                 |
| |                       |                                    |                 |
| Fuente: ProCyclingStats |                       |                                    |                 |
| Clasificación general |                       |                                    |                 |
| Ciclista | Ciclista              | Equipo                             | Tiempo          |
| 1.º | John Degenkolb        | Trek-Segafredo                     | 4 h 02 min 18 s |
| 2.º | Sondre Enger          | Israel Cycling Academy             | + 0 s           |
| 3.º | Jasper De Buyst       | Lotto-Soudal                       | + 0 s           |
| 4.º | Kenny Dehaes          | WB-Aqua Protect-Veranclassic       | + 0 s           |
| 5.º | Albert Torres Barceló | España                             | + 0 s           |
| 6.º | Xavier Cañellas       | España                             | + 0 s           |
| 7.º | Daniele Bennati       | Movistar Team                      | + 0 s           |
| 8.º | Erik Baška            | Bora-Hansgrohe                     | + 0 s           |
| 9.º | Leonardo Basso        | Team Sky                           | + 0 s           |
| 10.º | Aaron Grosser         | Team Sauerland NRW p/b SKS Germany | + 0 s           |

### Trofeo Serra de Tramuntana
| \| Clasificación general \| Clasificación general \| Clasificación general \| Clasificación general \| Clasificación general \| \| Ciclista \| Ciclista \| Equipo \| Tiempo \| \| \| --------------------- \| --------------------- \| --------------------------- \| --------------------- \| --------------------- \| \| 1.º \| Tim Wellens \| Lotto-Soudal \| 3 h 45 min 52 s \| \| \| 2.º \| Gianni Moscon \| Team Sky \| + 0 s \| \| \| 3.º \| Alejandro Valverde \| Movistar Team \| + 24 s \| \| \| 4.º \| Gianluca Brambilla \| Trek-Segafredo \| + 27 s \| \| \| 5.º \| Gregor Mühlberger \| Bora-Hansgrohe \| + 37 s \| \| \| 6.º \| Patrick Konrad \| Bora-Hansgrohe \| + 5 min 06 s \| \| \| 7.º \| Michael Gogl \| Trek-Segafredo \| + 5 min 06 s \| \| \| 8.º \| Bauke Mollema \| Trek-Segafredo \| + 5 min 06 s \| \| \| 9.º \| Pim Ligthart \| Roompot-Nederlandse Loterij \| + 5 min 06 s \| \| \| 10.º \| Felix Großschartner \| Bora-Hansgrohe \| + 5 min 06 s \| \| |                     |                             |                 |
| |                     |                             |                 |
| Fuente: ProCyclingStats |                     |                             |                 |
| Clasificación general |                     |                             |                 |
| Ciclista | Ciclista            | Equipo                      | Tiempo          |
| 1.º | Tim Wellens         | Lotto-Soudal                | 3 h 45 min 52 s |
| 2.º | Gianni Moscon       | Team Sky                    | + 0 s           |
| 3.º | Alejandro Valverde  | Movistar Team               | + 24 s          |
| 4.º | Gianluca Brambilla  | Trek-Segafredo              | + 27 s          |
| 5.º | Gregor Mühlberger   | Bora-Hansgrohe              | + 37 s          |
| 6.º | Patrick Konrad      | Bora-Hansgrohe              | + 5 min 06 s    |
| 7.º | Michael Gogl        | Trek-Segafredo              | + 5 min 06 s    |
| 8.º | Bauke Mollema       | Trek-Segafredo              | + 5 min 06 s    |
| 9.º | Pim Ligthart        | Roompot-Nederlandse Loterij | + 5 min 06 s    |
| 10.º | Felix Großschartner | Bora-Hansgrohe              | + 5 min 06 s    |

### Trofeo Lloseta-Andrach
| \| Clasificación general \| Clasificación general \| Clasificación general \| Clasificación general \| Clasificación general \| \| Ciclista \| Ciclista \| Equipo \| Tiempo \| \| \| --------------------- \| ------------------------ \| --------------------------- \| --------------------- \| --------------------- \| \| 1.º \| Toms Skujiņš \| Trek-Segafredo \| 4 h 19 min 14 s \| \| \| 2.º \| Gregor Mühlberger \| Bora-Hansgrohe \| + 25 s \| \| \| 3.º \| Elmar Reinders \| Roompot-Nederlandse Loterij \| + 31 s \| \| \| 4.º \| Alejandro Valverde \| Movistar Team \| + 42 s \| \| \| 5.º \| Pim Ligthart \| Roompot-Nederlandse Loterij \| + 42 s \| \| \| 6.º \| Eduard Prades \| Euskadi-Murias \| + 42 s \| \| \| 7.º \| Tim Wellens \| Lotto-Soudal \| + 42 s \| \| \| 8.º \| Gianni Moscon \| Team Sky \| + 42 s \| \| \| 9.º \| Vicente García de Mateos \| España \| + 42 s \| \| \| 10.º \| Bauke Mollema \| Trek-Segafredo \| + 42 s \| \| |                          |                             |                 |
| |                          |                             |                 |
| Fuente: ProCyclingStats |                          |                             |                 |
| Clasificación general |                          |                             |                 |
| Ciclista | Ciclista                 | Equipo                      | Tiempo          |
| 1.º | Toms Skujiņš             | Trek-Segafredo              | 4 h 19 min 14 s |
| 2.º | Gregor Mühlberger        | Bora-Hansgrohe              | + 25 s          |
| 3.º | Elmar Reinders           | Roompot-Nederlandse Loterij | + 31 s          |
| 4.º | Alejandro Valverde       | Movistar Team               | + 42 s          |
| 5.º | Pim Ligthart             | Roompot-Nederlandse Loterij | + 42 s          |
| 6.º | Eduard Prades            | Euskadi-Murias              | + 42 s          |
| 7.º | Tim Wellens              | Lotto-Soudal                | + 42 s          |
| 8.º | Gianni Moscon            | Team Sky                    | + 42 s          |
| 9.º | Vicente García de Mateos | España                      | + 42 s          |
| 10.º | Bauke Mollema            | Trek-Segafredo              | + 42 s          |

### Trofeo Playa de Palma-Palma
| \| Clasificación general \| Clasificación general \| Clasificación general \| Clasificación general \| Clasificación general \| \| Ciclista \| Ciclista \| Equipo \| Tiempo \| \| \| --------------------- \| --------------------- \| --------------------------- \| --------------------- \| --------------------- \| \| 1.º \| John Degenkolb \| Trek-Segafredo \| 3 h 47 min 29 s \| \| \| 2.º \| Erik Baška \| Bora-Hansgrohe \| + 0 s \| \| \| 3.º \| Coen Vermeltfoort \| Roompot-Nederlandse Loterij \| + 0 s \| \| \| 4.º \| Enrique Sanz \| Euskadi-Murias \| + 0 s \| \| \| 5.º \| Carlos Barbero \| Movistar Team \| + 0 s \| \| \| 6.º \| Albert Torres Barceló \| España \| + 0 s \| \| \| 7.º \| Jordi Warlop \| Sport Vlaanderen-Baloise \| + 0 s \| \| \| 8.º \| José Joaquín Rojas \| Movistar Team \| + 0 s \| \| \| 9.º \| Leonardo Basso \| Team Sky \| + 0 s \| \| \| 10.º \| Xavier Cañellas \| España \| + 0 s \| \| |                       |                             |                 |
| |                       |                             |                 |
| Fuente: ProCyclingStats |                       |                             |                 |
| Clasificación general |                       |                             |                 |
| Ciclista | Ciclista              | Equipo                      | Tiempo          |
| 1.º | John Degenkolb        | Trek-Segafredo              | 3 h 47 min 29 s |
| 2.º | Erik Baška            | Bora-Hansgrohe              | + 0 s           |
| 3.º | Coen Vermeltfoort     | Roompot-Nederlandse Loterij | + 0 s           |
| 4.º | Enrique Sanz          | Euskadi-Murias              | + 0 s           |
| 5.º | Carlos Barbero        | Movistar Team               | + 0 s           |
| 6.º | Albert Torres Barceló | España                      | + 0 s           |
| 7.º | Jordi Warlop          | Sport Vlaanderen-Baloise    | + 0 s           |
| 8.º | José Joaquín Rojas    | Movistar Team               | + 0 s           |
| 9.º | Leonardo Basso        | Team Sky                    | + 0 s           |
| 10.º | Xavier Cañellas       | España                      | + 0 s           |